# Zhongshan Xiang (socken i Kina, lat 24,13, long 98,57)
Zhongshan Xiang (kinesiska: 中山, 中山乡) är en socken i Kina. Den ligger i provinsen Yunnan, i den sydvästra delen av landet, omkring 430 kilometer väster om provinshuvudstaden Kunming. Antalet invånare är 10 170. Befolkningen består av 4 698 kvinnor och 5 472 män. Barn under 15 år utgör 23,0 %, vuxna 15-64 år 68 %, och äldre över 65 år 8,0 %.
Genomsnittlig årsnederbörd är 1 454 millimeter. Den regnigaste månaden är juli, med i genomsnitt 413 mm nederbörd, och den torraste är januari, med 6 mm nederbörd.